# Kerry Hill
Kerry Hill är kullar i Storbritannien.   De ligger i riksdelen Wales, i den södra delen av landet, 240 km väster om huvudstaden London.